# Monteille
Monteille (wymowaⓘ) – miejscowość i dawna gmina we Francji, w regionie Normandia, w departamencie Calvados. W 2013 roku liczba ludności wynosiła 159 mieszkańców. 
W dniu 1 stycznia 2017 roku z połączenia 14 ówczesnych gmin – Les Authieux-Papion, Coupesarte, Crèvecœur-en-Auge, Croissanville, Grandchamp-le-Château, Lécaude, Magny-la-Campagne, Magny-le-Freule, Le Mesnil-Mauger, Mézidon-Canon, Monteille, Percy-en-Auge, Saint-Julien-le-Faucon oraz Vieux-Fumé – utworzono nową gminę Mézidon-Vallée-d'Auge. Siedzibą gminy została miejscowość Mézidon-Canon. 